# Haldina cordifolia
Haldina es un género monotípico de plantas con flores del orden de las Gentianales de la familia de las Rubiaceae. Su única especie:  Haldina cordifolia, es originaria de Asia.

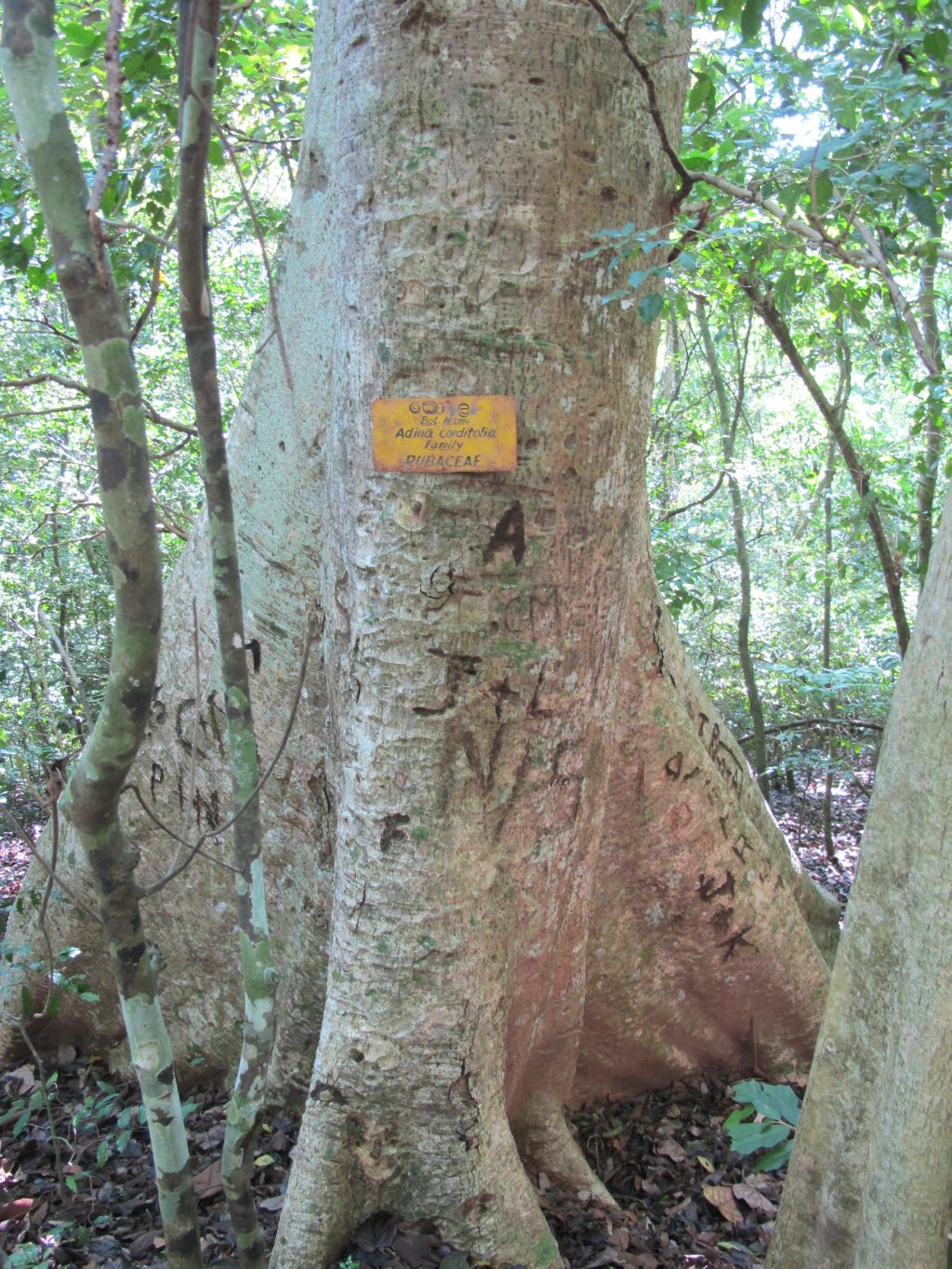
Detalle del tronco

## Descripción
Es un árbol de hoja caduca, que alcanza un tamaño de 7-30 (-40) m de altura, el tronco a menudo reforzado y estriado en la base, con la corteza exterior de color rojizo o marrón rojizo, corteza oscura interior de color marrón, ramas gruesas, y bien desarrolladas las cicatrices de los pecíolos. Pecíolo de 2-12 cm, densamente tomentoso a piloso; la lámina de la hoja es coriácea, marrón adaxial, y verde pálido a verde amarillento abaxialmente, ampliamente ovadas,  8-16  x  8-16 cm. La inflorescencia densa con pedúnculo de 2-6 (-10) cm, en articulación con 2 brácteas de 1-2 mm, ampliamente redondeadas. El fruto en cápsulas de 4-5 mm. Fl. primavera y el verano.

## Distribución y hábitat
Se encuentra en los bosques húmedos tropicales; a una altitud de 300-1000 metros en Yunnan de China y en Camboya, India, Nepal, Sri Lanka, Tailandia y Vietnam.

## Taxonomía
Haldina cordifolia fue descrita por (Roxb.) Ridsdale y publicado en Blumea Supplement 24(2): 361–362, en el año 1978.
Sinonimia
- Adina cordifolia (Roxb.) Benth. & Hook.f. ex B.D.Jacks.
- Adina cordifolia (Roxb.) Hook. f.
- Nauclea cordifolia Roxb.	basónimo
- Nauclea sterculiifolia A.Rich. ex DC.[3]